# Hrabstwo Rock (Wisconsin)
Hrabstwo Rock (ang. Rock County) – hrabstwo w stanie Wisconsin w Stanach Zjednoczonych.
Obszar całkowity hrabstwa obejmuje powierzchnię 726,2 mil² (1880,85 km²). Według szacunków United States Census Bureau w roku 2009 miało 160 155 mieszkańców. Jego siedzibą administracyjną jest Janesville.
Hrabstwo zostało utworzone w 1836. Nazwa pochodzi od dużej skały (ang. rock), znajdującej się na północnej stronie rzeki (obecnie w granicach miasta Janseville). Przez wiele lat skała ta była punktem orientacyjnym, wskazującym Indianom, handlarzom i osadnikom miejsce, w którym można było bezpiecznie przekroczyć rzekę.
Na obszarze hrabstwa znajdują się rzeki Rock, Sugar i Yahara oraz 75 jezior.

## Miasta
- Avon
- Beloit – city
- Beloit – town
- Bradford
- Brodhead
- Center
- Clinton
- Edgerton
- Evansville
- Fulton
- Harmony
- Janesville - city
- Janesville - town
- Johnstown
- La Prairie
- Lima
- Magnolia
- Milton – city
- Milton – town
- Newark
- Plymouth
- Porter
- Rock
- Spring Valley
- Turtle
- Union

## Wioski
- Clinton
- Orfordville
- Footville

## CDP
- Hanover